# Elecciones parlamentarias de Maldivas de 2014
Las elecciones parlamentarias se celebraron en las Maldivas el 22 de marzo de 2014, para elegir la totalidad de los  85 miembros del Majlis de las Maldivas.

## Sistema político
Las Maldivas es una república presidencialista, en la cual el presidente es el jefe de gobierno y a la vez jefe de Estado. El poder ejecutivo lo ejerce el gobierno, que es nombrado por el presidente. El poder legislativo es ejercido por la asamblea, denominada Majlis. Por su parte, el sistema judicial se basa en la Sharia, siendo los jueces nombrados por el presidente.

## Antecedentes
Las elecciones legislativas se llevaron a cabo después de las controvertidas elecciones presidenciales en las que Abdulla Yameen derrotó a Mohamed Nasheed, del Partido Democrático de las Maldivas. Después de las elecciones, el Tribunal Supremo desestimó al Presidente y Vicepresidente de la Comisión Electoral por desacato al Tribunal. El Partido Democrático protestó, pero no boicoteó las elecciones parlamentarias.
Un día antes de las elecciones, Qasim Ibrahim, del Partido Republicano solicitó a la Corte Suprema el retrasar las elecciones debido a que la Comisión Electoral no tenía la completitud de sus miembros. Sin embargo, su solicitud fue rechazada.

## Sistema Electoral
De los 85 escaños del Majlis del Pueblo, 77 fueron elegidos en distritos electorales uninominales mediante el sistema de escrutinio mayoritario uninominal. El Majlis fue ampliado recientemente a 77-85 escaños (85 totales, de los que 77 son elegidos por el pueblo).

## Resultados
| Partido                       | Votos   | %     | Escaños | +/–   |
| ----------------------------- | ------- | ----- | ------- | ----- |
| Partido Democrático           | 75.670  | 40,78 | 26      | 0     |
| Partido Preogresista          | 51.424  | 27,72 | 33      | Nuevo |
| Partido Republicano           | 25.149  | 13,55 | 15      | +14   |
| Alianza por el Desarrollo     | 7.496   | 4,04  | 5       | Nuevo |
| Partido Adhaalath             | 4.941   | 2,65  | 1       | +1    |
| Partido Dhivehi Rayyithunge   | 549     | 0,30  | 0       | –28   |
| Independientes                | 20.276  | 10,93 | 5       | –8    |
| Inválidos/votos en blanco     | 2.011   | –     | –       | –     |
| Total                         | 187,516 | 100   | 85      | +8    |
| Votantes registrados/Recuento | 240.652 | 77,92 | –       | –     |
| Fuente: IFES                  |         |       |         |       |